# フォニックス
フォニックス（英: Phonics）とは、英語において、綴り字と発音との間に規則性を明示し、正しい読み方の学習を容易にさせる正書法の教育学習方法の一つである。英語圏の子供や外国人に英語の読み方を教える方法として用いられている。
フォニックスでは例えば「発音 /k/ は c, k, ck のどれかで書かれる」のように、ある発音がどの文字群と結び付いているかを学び、それらの文字の発音を組み合わせて知らない単語の正しい発音を組み立てる方法を学ぶことができる。

## 英語におけるフォニックス
フォニックスは子供に読み方を教えるために広く用いられている方法である（ただし批判が無いわけではない。後述の#歴史と評価を参照）。子供は通常、5歳か6歳頃にフォニックスを用いて学び始める。フォニックスを使って英文の読書を教えるには、子供が発音と文字のパターンとの対応を学ぶ必要がある。
註：この項目では一般米語（General American）における発音を用いる。

### 基本ルール

#### アルファベットの原則
言語学的観点では、英語の綴字法は「アルファベットの原則（en:alphabetic principle）」に基づく。すなわち、アルファベットの表記体系において文字は発音を記すために用いられる。例えば単語 pat は、音素 /p/, /æ/, /t/ をそれぞれ表す文字 p, a, t で記される。  
綴りのパターンは一定ではないものの、英語の綴字法について音節構造・音声学・アクセントを考慮にいれると、その75％以上が信頼できるようなルール群が存在する。

##### 英語特有の事情
スペイン語・イタリア語などのいくつかのアルファベット言語の綴字法では発音と文字のパターンとがほぼ一対一に対応しているため、正書法の学習・教育は比較的容易である。
それに対して英語では、綴りのパターンは一定の規則に従うものの、どの発音もいくつかの異なる文字群で表せるため、表記体系は複雑である。結果として英語の綴りのパターンは多岐にわたる。
例えば、文字パターン ee はほとんどの場合音素 /iː/ に対応する。しかしその音素は文字 y でも表される。同様に、ow は、/aʊ/と発音される単語も多いが（allow など）、/oʊ/と発音される単語も多い（bowl など）。また文字群 ough は enough の /ʌf/, though の /oʊ/, through の /uː/, cough の /ɔːf/, bough の /aʊ/ など、現れる単語によって異なる発音に対応する。これらの単語の発音は一つ一つ覚える以外にはない。

#### 母音のパターン
- 短母音[※ 2]は5種類の単文字 a, e, i, o, u で綴られる母音で、発音はそれぞれ cat の /æ/[※ 3], bet の /ɛ/, sit の /ɪ/, hot の /ɒ/[※ 3], cup の /ʌ/ である。
- 長母音[※ 2]は単文字母音の文字名音と等しく、例えば baby の /eɪ/, meter の /iː/, tiny の /aɪ/, broken の /oʊ/, humor の /juː/[※ 4]である。フォニックス教育では長母音は「文字名と同じ」と教えられる。
- シュワーまたは曖昧母音は、ほとんどの単文字母音が当てはまる発音である。例えば lesson の o など、強調されない発音に現れる区別できない母音で、発音記号 /ə/ で表される。シュワーは理解が難しいため英米の小学校では必ずしも教えられない。しかし一部の教育者は、シュワーは英単語を読む上で重要なため初歩の読み方教育に含まれるべきだと主張している。
- 閉音節は母音1文字に子音が続くような音節である。単語 button の音節はふたつとも、1文字の母音に子音が続くため閉音節である。従って、文字 u は短い発音 /ʌ/ となる（2音節目の o は非強勢であるため /ə/ と発音される）。
- 開音節は母音で終わる音節である。その最後の母音は長母音として発音される。単語 basin では ba- が開母音であり、/beɪ/ と発音される。
- 二重母音は隣り合ったふたつの母音が融合してできる音声学的要素である。英語では二重母音があり、判り易いものとしては cow の /aʊ/ や boil の /ɔɪ/ が挙げられる。長母音のうち /eɪ/, /aɪ/, /oʊ/, /ju/ の4つは二重母音でもある。
- 母音二重音字は母音を表すのに2文字が使われるような綴りのパターンである。例えば sail の ai /eɪ/ などである[※ 5]。
- 母音-子音-Eは1文字の母音が、子音1文字（+"th"）を挟んで続く e によって長母音化されるパターンである。例えば bake, theme, hike, cone, cute などが挙げられる（e による長母音化は、theme と them, cute と cut などの発音をそれぞれ比較するとよく分かる）。単語 meet などの綴り ee はこのパターンの一種と見なされることもある。

#### 頻出パターン
- 子音二重音字は子音の音素が2文字で表されるものである。一般的な例としては、表記 ch で発音 /tʃ/を、ng で /ŋ/ を、ph で /f/ を、sh で /ʃ/ を、th で /θ/ や /ð/ を、wh で /ʍ/（しばしば[※ 6] /w/ ）を表す場合が挙げられる。表記 wr で /r/ を表す場合や、kn で /n/ を表す場合なども、（「無音文字」を含んだパターンと見なされることもあるものの）子音二重音字に含まれる。
- 先行母音による子音表記の変化の例として、/k/, /dʒ/, /tʃ/ などがある。これらの音素が単語の末尾にある時、2通りの綴りがあり得る。つまり、 /k/ は ck または k で、/dʒ/ は dge または ge で、/tʃ/ は tch または ch で書かれ得る。これらの綴りは先行する母音のタイプによって決まる。先行母音が短母音である場合は上記のうち前者、短母音ではない場合には後者の綴りとなる。逆に言えば、pick, judge, match など前者の綴りであれば先行母音は短母音であり、took, peek,barge,stage, launch,speech など後者の綴りならば先行母音は短母音ではないと判断しうる。

### サイト・ワードと頻出単語
- were, who, you など、上述した規則に従わない単語も多い。これらは見た目で読み方を覚えるため「サイト・ワード」（Sight Word）と呼ばれる。サイト・ワードは通常の規則に当てはまらないため暗記するしかないが、幼児教育にはよく使われる方法である。イギリスの幼児教育ではしばしば「トリッキー・ワード」（tricky words）と呼ばれる。
- it, he, them, when などの頻出単語はフォニックスの規則に完全に従うものの、教師は生徒にこれらを暗記するよう指導することが多い。頻出単語を知っておくことでより滑らかに読むことができるからである。

## 教授法
フォニックスの指導には、いくつかの教授法があり、一般的には、国や自治体、または指導者により採用される教授法は異なる。異なる教授法を組み合わせて指導するケースもある。
どの教授法を採用する場合でも、基礎から高度なフォニックスのルールを系統的に構造化されたプログラムに基づき学習する、システマティック・フォニックス（Systematic Phonics）と呼ばれるアプローチをとる。（エンべディッド・フォニックスを除く）
教授法には、次のようなものが挙げられる。

### シンセティック・フォニックス（合成フォニックス）
シンセティック・フォニックスは、アルファベットを音の最小単位である音素 (phoneme)に分解し、書記素と呼ばれる文字や文字のグループをそれぞれの音素に関連づけることを学び、それらの音を組み合わせ、ブレンディングし単語を読む方法を習得する教授法である。また、単語全体を構成する音を分解するセグメンテーションを通して、音を綴りとする練習をし、音から単語を綴ることで単語を書くことをマスターする。
例えば、"shrouds" は、各スペルの音、sh、r、ou、d、s（IPA /ʃ、r、aʊ、d、z/）を発音して、それらの音を口頭で組み合わせて発音された単語、sh - r - ou - d - s = shrouds（IPA /ʃraʊdz/）を生成することによって読まれる。
シンセティック・フォニックスは、よく使う順番、頻出順にルールを覚えていく、基礎単語力が低くても単語を覚えながら進められるといった特徴があることから低年齢でも習得がしやすいとされている。
この教授法は、2005年以来、イギリスとオーストラリアでの読み書きの教育方法として採用されている。また、アメリカ合衆国では、カリフォルニア、オハイオ、ニューヨーク、アーカンソーなど、いくつかの州でも推進されている。日本におけるシンセティック・フォニックスのプログラムには、イギリスの教育省が推奨している Jolly Phonics や Twinkl Phonics がある。

### アナリティック・フォニックス
アナリティック・フォニックスは、いわゆるアブクド読みでアルファベット26文字の音読みをマスターし、学習者は単語を識別した後に、文字と発音との関係を分析する方法を学ぶ。
例えば、生徒は "shrouds" の中で /aʊ/ の ou のつづりなど、文字と音の対応関係を分析し、ルールを学ぶ。また、ball、bat、biteなどの似たような音を持つ単語を発音する練習をし、単語の中で綴りのルールを理解していく。さらに、生徒には、break や shrouds などのように、子音のブレンド（別々の隣接した子音）などのルールを学ぶ。

#### アナロジー・フォニックス
アナロジー・フォニックスは、アナリティックフォニックスの手法のうち、特に単語内の表音文字（フォノグラム）に従ってフォニックスのルールを分析させる手法。アプローチの一つとして、オンセット・ライム（発音の初めの音とそれに続く母音および子音の音）がある。オンセットは初期の音で、ライムはそれに続く母音と子音の音を指す。例えば、"cat"、"mat"、"sat" の中では、ライムは "at" となる。アナロジーフォニックスの指導法を採用する指導者は、生徒に -at や -am などのフォノグラムの集まりを記憶させることがある。
またこの手法では、学習者は、韻を踏む単語ファミリーについて学習することがある。（例：can、ran、man、または may、play、sayなど）異なる単語ファミリーに触れることで、生徒は異なる韻を持つ単語パターンを識別、分析、構築することが可能になる。例えば、生徒が oa の書記素を使用して韻を持つ単語パターンを構築する能力が向上する例として、road、toad、load、goad などがある。
アナリティック・フォニックスにおいて、新しい単語の文字の組み合わせや書記素を学ぶ際には、学習者がすでに該当する単語を学んでいることが前提となる。そのため単語力がある程度ついている、または高年齢の学習者向けとされている。
日本ではmpi松香フォニックスのプログラムが、アナロジー・フォニックスを採用している。

### エンべディッド・フォニックス
ホール・ランゲージ(whole language)プログラムで採用されているフォニックス指導法の一種である。ホール・ランゲージにおいては、フォニックスのスキルが重要視されていないため、この指導方法は、英語の文脈中で常に行われ、異なる音や文字に関する独立したレッスンではなく、学習機会が訪れたときにスキルが教えられる点が特徴となる。学習者が文字を読めない場合などは、いわゆるミニレッスンと呼ばれるフォニックスのレッスンを行う。このように、学習者が必要な時に応じて文脈から学ぶため、体系的なアプローチをとるシステマティック・フォニックスに分類されない。

## 歴史と評価
英語の綴字法が複雑なため、フォニックスを初等教育に用いるべきかについての1世紀以上にわたる論争が起こった。19世紀中盤を始めとしてホーレス・マンに代表される一部のアメリカ人教師は、英語のフォニックスはそもそも教えられるのかについて議論した。そのことが20世紀中盤に広く知られた『ディックとジェーン』（en）の読本により普及し、一般的に使われた "look-say" 法につながった。しかし、1950年代初めにはフォニックスが読み方を教える方法として再浮上した。ルドルフ・フレッシュ（en）による、フォニックスが教えられていないことへの（彼の有名な著作である Why Johnny Can't Read において特に顕著な）批判によって拍車を掛けられ再び有名になったものの、その論議の手法のせいで「フォニックス」と言う名称は政治的イデオロギーと結びつけられた。また、多くの教育者はフォニックスを「基本に帰れ」式の教育学 (en:Back to Basics (education)) と結びつけ忌避した。
1980年代には、"ホール・ランゲージ(whole language)" を用いた読み方がアメリカでの議論を一層分極させた。ホール・ランゲージは、子供が (a) 適切な動機付け(b) 良い文学 (c) 十分な読書の機会 (d) 意味への注目 (e) 知らない単語の読みを決定する糸口となる指導、によって読み方を学ぶという前提に基づいている。ホール・ランゲージの提唱者の一部にとってフォニックスはgetting at the meaningの強調と同義で、単語を細かく分解して組み立て直すことは著者が伝えたいと思う物事とは関係がなかった。ホール・ランゲージの大半はフォニックスで簡単に組み立てられるものの、whole languageでは文脈に沿って単語を理解することが強調され、発音には少しだけ（通常アルファベット子音と短母音のみ）しか注目されず、発音と文字との個々の対応が強調されるフォニックスとは相容れないものだった。したがって、アメリカにおいてはホール・ランゲージとフォニックスとの二者択一が生じ激しい議論をもたらし、最終的にはアメリカ合衆国議会での委託基準と政府によるフォニックスを扱う2つの委員会とが設けられた。
Beginning to Read: Thinking and Learning about Print (Adams, 1990) という本で著者のアダムズは、フォニックスは生徒が読み方を学ぶのに効果的な方法であり、フォニックスとwhole languageの提言はどちらも正しいと強く主張している。フォニックスはアルファベットの規則を教えるのに有効であり、アルファベットの規則を早い段階で学べば単語を解析する努力から解放されて意味に注力することができ、初等教育においてよりしっかりした理解を得られる。この結果は、whole languageの目指すゴールと一致し、かつ（少なくとも最初の段階は）フォニックスの提言に則っている。
この、「偉大なる議論」("the Great Debate") として次第に知られることになる主張は衰えることがなかった。米国学術研究会議（en, NRC）はどうすれば子供たちに最も効果的に読み方を教えられるかを（教育上の疑問のひとつとして）再調査し、結果を Prevention of Reading Difficulties in Young Children (Snow, Burns, and Griffin, 1998) として出版した。米国学術研究会議の発見はアダムズのものと一致していた。フォニックスは子供に読み方を教えるのに効果的な方法であり、whole language における "embedded phonics" として知られる方法（文脈に便乗してフォニックスを教えるやり方）よりもより有効である。フォニックスは体系的かつ明示的に（難しいパターンが徐々に増えていくように、かつパターンがどのように働くかを明確に示して）教えられなければならないことが見出された。
どのアプローチが最も効果的かを決める最新の企画は全米リーディング委員会（en:National Reading Panel）によって実施されている（アメリカ国立小児保健発達研究所（en:National Institute of Child Health and Human Development、アメリカ国立衛生研究所#研究所を参照）、2001年）。その中には、フォニックス（および他の方法）に関する大量の調査がふくまれる。数百の研究を再分析した結果は、学術研究会議の結論を支持するものとなっている：フォニックス抜きの教育や embedded phonics にくらべて、フォニックスは読み方を教えるのに有効である。また、社会的・経済的地位の低い生徒にとって特に有益であることも発見された。